# Георгий I (патриарх Константинопольский)
Епископ Георгий I (греч. Επίσκοπος Γεώργιος ум. 688) - епископ Византийский, занимавший пост на протяжении восьми лет (680-688 гг.)
Предшественником Георгия I был Епископ Феодор I, а его преемником был Епископ Павел III.

## Биография
Епископ Георгий I занимал должность пресвитера и скевофилака храма Святой Софии, после чего по указу императора Константина IV его возвели на Константинопольскую кафедру вместо отправленного в ссылку Епископа Феодора I.
Этот решительный шаг был предпринят императором для того, чтобы добиться примирения с Римской церковью после разрыва 672 году.
Вскоре после интронизации Георгия I по настоянию императора был созван VI Вселенский Собор. Он и патриарх Антиохийский Макарий I были призваны обосновать монофелитскую доктрину, принятую в Византии уже более 50 лет, выступив против обвинений римских делегатов.
Защищая монофелитство, Георгий и Макарий ссылались на учения пяти первых Вселенских Соборов, на Константинопольских патриархов Сергия I, Пирра I, Павла II и Петра, папы Римского Гонория I и на труды святого Кирилла Александрийского и древние святоотеческие тексты.
На 7-м заседании делегаты в присутствии императора потребовали ответ на письма папы Римского святого Агафона относительно монофелитского спора. На седьмом и восьмом заседаниях Георгий заявил, что согласен с высказываниями папы Агафона.
В диптихе Константинопольской Церкви было включено имя папы Римского Виталиана, что означало окончание церковного раскола Восточной и Западной империй. На шестнадцатом заседании Георгий I попросил делегатов не настаивать на анафеме поддерживавших монофелитство Константинопольских патриархов Сергия, Пирра, Павла и Петра.
Представители папы, поддержанные Собором, отказались пойти на такую уступку, и Георгий I был вынужден подчиниться. В 681 году на Соборе было принято православное исповедание веры, утверждавшее две воли и две энергии во Христе. Георгий I подписал его, после чего римские делегаты отправились обратно в Рим с подписанными бумагами.
День памяти Георгия I является 31 августа.